# Mechanization and the Record

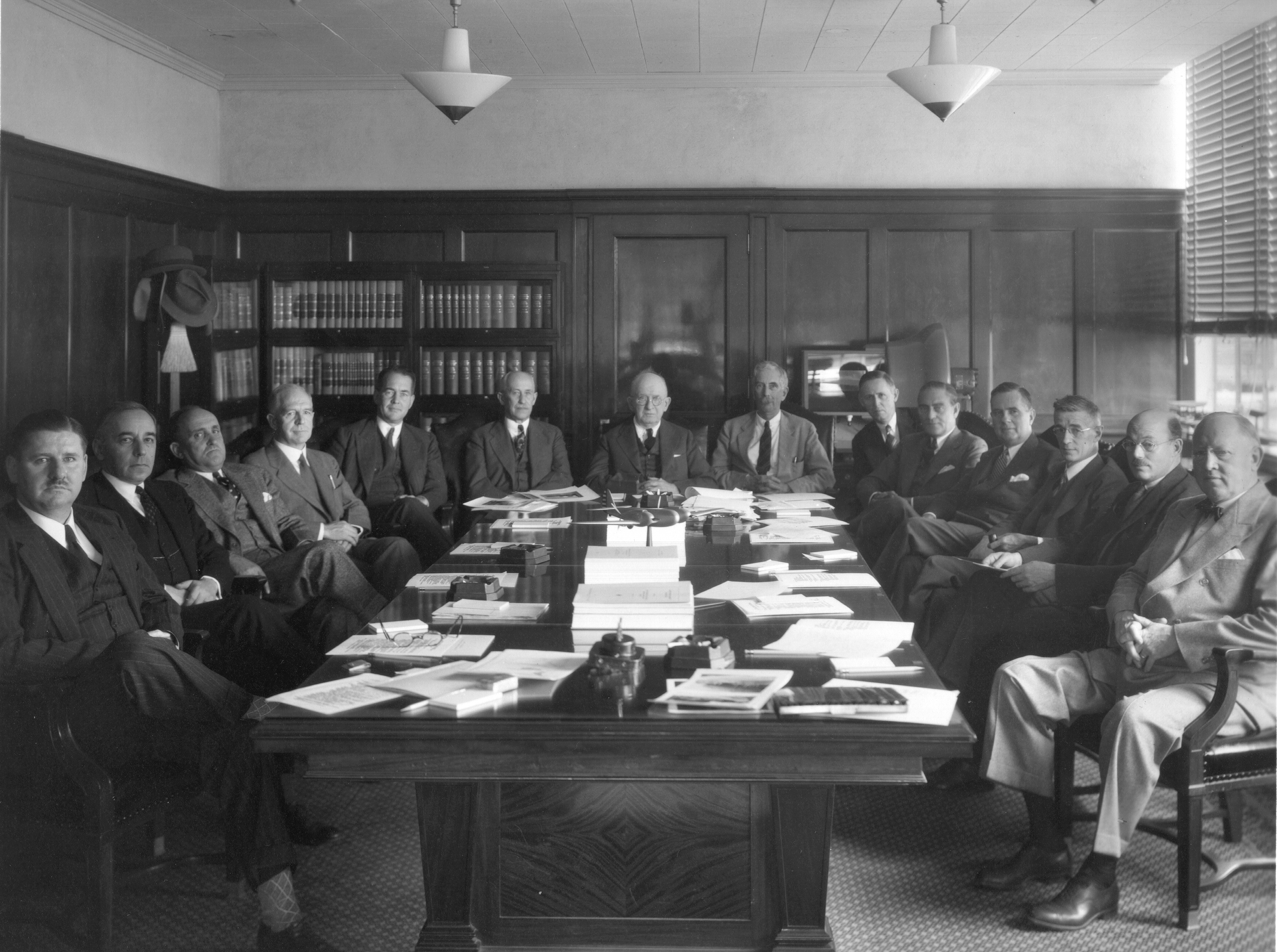
Les membres du NACA en 1938 ; Vannevar Bush est le troisième en partant de la droite.

Mechanization and the Record est un article rédigé par Vannevar Bush en qualité de président du National Advisory Committee for Aeronautics (NACA) et publié en 1939 dans la revue Fortune. Cet article contient la première description publiée du système Memex. Après la Seconde Guerre mondiale, Vannevar Bush retravaillera et rallongera cet article qui sera republié sous le nom As We May Think.